# Кисимул
Замок Ки́симул (англ. Kisimul, гэльск. Chiosmuil) — шотландский замок, который расположен на крошечном островке в гавани города Каслбей, крупнейшем городе острова Барра (Внешние Гебриды) у западных берегов Шотландии. В переводе с гэльского Кисимул означает место уплаты налогов.
Остров, вдохновивший бельгийского художника Эрже на создание комикса «Чёрный остров», со всех сторон окружён водой. Внутри замка продолблены колодцы для пресной воды.

## История
Первые известия о замке появляются в XVI веке. Когда он был построен, доподлинно неизвестно. Местные жители полагают, что ещё в XI веке он принадлежал клану Макнил.
В 1838 году замок был заброшен. Местные жители стали разбирать его на камни, которые использовались как балласт рыболовецких судов. Глава клана Макнил вновь водворился в обители предков в 1937 году.
После проведения реставрационных работ глава клана в 2001 году сдал замок в аренду фонду «Историческая Шотландия» на срок в 1000 лет за годовую плату в 1 фунт стерлингов и бутылку виски.